# Tucker Carlson
Tucker Swanson McNear Carlson ([ˈtʌkə(r) ˈswɒnsən məkˈnɪə(r) ˈkɑːlsn]IPA; * 16. května 1969, San Francisco, Kalifornie, Spojené státy) je americký konzervativní televizní moderátor a politický komentátor. Od roku 2016 moderoval politickou talk show Tucker Carlson Tonight na televizi Fox News. Dne 24. dubna 2023 s ním tento kanál ukončil spolupráci, a to krátce po procesu, ve kterém americký výrobce volebních přístrojů Dominion Voting Systems žaloval Fox News za pomluvu pro šíření konspirační teorie o údajném zfalšování amerických prezidentských voleb 2020 v neprospěch Donalda Trumpa; žaloba skončila urovnáním, v rámci kterého televize zaplatila odškodné 787,5 milionu dolarů.

## Život
Narodil se v San Franciscu v unijním státě Kalifornie. Jeho předci pochází ze Švýcarska. Vyrůstal v libertariánsky orientované velmi zámožné rodině, což ovlivnilo jeho politické názory. V jeho šesti letech došlo v manželství rodičů ke komplikacím a matka opustila rodinu. Studoval na švýcarské internátní škole Collége du Lemán, ze které ale byl vyloučen; studia následně dokončil na Trinity College v Hartfordu ve státě Connecticut.
Napsal tři knihy: Politicians, Partisans, and Parasites (2003), Ship of Fools (2018) a The Long Slide (2021); dosud ani jedna nebyla přeložena do češtiny.

## Politické postoje
Tucker Carlson se označuje jako konzervativec. Je kritikem progresivismu a často ve svých pořadech pranýřuje takzvané elity, které nazývá narcisty, odtrženými od reality. 
Do roku 2020 byl registrovaným demokratem; později to vysvětlil tak, že chtěl v primárních volbách podpořit starostu Washingtonu, D.C. Při republikánských primárních volbách 2008 podpořil libertariánsko-konzervativního kandidáta Rona Paula. Při volbách prezidenta USA 2016 a 2020 volil republikánského kandidáta Donalda Trumpa. Po vítězství Joea Bidena sice veřejně podpořil Trumpovo tvrzení o volebním podvodu, ale své kolegyni 4. ledna 2021 v SMS tvrdil o Trumpovi „Vášnivě ho nenávidím.“ O Trumpově právní poradkyni šířící výmysly o zmanipulovaných volbách textoval své kolegyni Lauře Ingraham: „Sidney Powell mimochodem lže. Přistihl jsem ji. Je to úplně šílené.“ Ve svém pořadu také šířil konspirační teorii, podle níž byla do útoku na Kapitol Spojených států amerických v lednu 2021 zapojena FBI.

### Zahraniční politika
Carlson se staví proti americkým intervencím ve světě. Je zastáncem názoru, že Spojené státy musí nejdříve vyřešit vlastní problémy, a až pak řešit problémy světa.
Carlson byl zprvu podporovatelem americké intervence a války v Iráku; postupem času však změnil názor a již rok po započetí války se stal jejím velkým kritikem. Kvůli válce v Iráku se zdržel hlasování při prezidentských volbách 2004. Dále prohlásil, že Írán nevidí jako velkou hrozbu pro Spojené státy. Ve svém pořadu kritizoval neokonzervativní postoje k íránské otázce, hlavně politiku tehdejšího poradce pro národní bezpečnost Johna Boltona, a ostře se vymezil proti jakékoliv americké intervenci v Íránu. Stejně jako senátor Rand Paul odrazoval prezidenta Trumpa od vojenského úderu. Po zabití íránského generála Kásima Sulejmáního kritizoval některé republikány, že chtějí rozpoutat válku.
Carlson původně označoval ruského prezidenta Vladimira Putina za „spojence našich nepřátel“, ale později s ním začal sympatizovat, v roce 2019 uvedl, že by preferoval ruské vítězství v ukrajinsko-ruském sporu a ve svých pořadech šířil ruskou propagandu a dezinformace, například konspirační teorie o údajném vývoji biologických zbraní na Ukrajině. Během ruské invaze na Ukrajinu od února 2022 přebírala ruská státní média často překlady úryvků z jeho talk show na Fox News, například o vývoji smrtících patogenů na Ukrajině ve spolupráci s USA nebo jeho prohlášení z přelomu srpna a září 2022 o tom, že Rusko válku vyhrává a apel prezidenta Bidena na stažení ruských vojsk z Ukrajiny je šílený.
Ve čtvrtek 1. února 2024 přiletěl přes Istanbul do Moskvy. Následně 6. února 2024 natočil s Vladimirem Putinem dvouhodinový rozhovor. Stal se tak prvním americkým novinářem, který s ruským prezidentem od začátku ruské invaze na Ukrajinu natočil rozhovor, jelikož Putin žádosti jiných západních novinářů o poskytnutí rozhovoru po 24. únoru 2022 odmítá. Pouhý den po vydání měl rozhovor na platformě X na 80 milionů zhlédnutí.